# Епсилон-протеобактерії
Епсилон-протеобактерії (ε Proteobacteria) — клас бактерій типу протеобектерій.
Представники класу населяють широку різноманітність екологічних ніш, від гастроінтестинних трактів тварин до водоймищ, стічних вод, нафтоносних полів і глибоководних морських геотермальних отворів. Істотна доля популяції мікробів глибоководних геотермальних отворів складається саме з ε-протеобактерій, де, завдяки їх здатності здійснювати різні види метаболізму, використовуючи різноманітність донорів електронів (наприклад H2, formate, елементарна сірка, сульфід, тіосульфат) і акцепторів (наприклад сульфіт, елементарна сірка, нітрат), вони відіграють важливу роль у циклах перетворення вуглецю, азоту і сірки. Багато з видів ε-протеобактерій (Helicobacter, Campylobacter, Wolinella) пов'язані з організмом хазяїна і включають важливих патогенів тварин і людини. Наприклад, Helicobacter pylori — причинний агент виникнення виразок шлунку, а інфекції цієї бактерії та пов'язаного виду H. hepaticus — важливі сприяючі чинники у виникненні раку шлунка у людини та раку печінки у гризунів. Campylobacter jejuni і C. coli — найтиповіші збудник харчових отруєнь, таких як діарея. Інфекція C. jejuni також може приводити до нейром'язвої хвороби, синдрому Джіліана-Барра.
ε-протеобактерії визначені на основі філогенетичного аналізу їх 16S рРНК. Невідомо ніяких надійних фенотипічних або молекулярних характеристик, які б унікально виділяли цю групу бактерій. На початку 21-го століття були секвеновані послідовності геномів кількох видів ε-протеобактерій. Аналіз цих геномів привів до ототожнення великого числа генів та їх продуктів, унікально присутніх або у всіх видах ε-протеобактерій, або в певних підгрупах класу.